# 1750
| 1750               |
| ------------------ |
| Dødsfald - Fødsler |
| • Begivenheder     |

| Gregoriansk kalender | 1750 MDCCL              |
| Ab urbe condita      | 2503                    |
| Armensk kalender     | 1199 ԹՎ ՌՃՂԹ            |
| Kinesiske kalender   | 4446 – 4447 己巳 – 庚午 |
| Etiopisk kalender    | 1742 – 1743             |
| Jødisk kalender      | 5510 – 5511             |
| Hindukalendere       |                         |
| - Vikram Samvat      | 1805 – 1806             |
| - Shaka Samvat       | 1672 – 1673             |
| - Kali Yuga          | 4851 – 4852             |
| Iransk kalender      | 1128 – 1129             |
| Islamisk kalender    | 1163 – 1164             |

Konge i Danmark: Frederik 5. 1746-1766
Se også 1750 (tal)

## Begivenheder
- Storbritannien bliver en del af den østrigsk-russiske alliance mod Preussen.
- Den industrielle revolution i England starter

## Født
- 30. januar - Prinsesse Louise af Danmark, gift med Landgreve Karl af Hessen fra 1766 til sin død i 1831.

## Dødsfald
- 28. juli – Johann Sebastian Bach, tysk komponist (født 1685.
- 16. oktober – Ernst Henrich Berling, tysk/dansk bogtrykker. (født 1708).